# Westsomalische Befreiungsfront

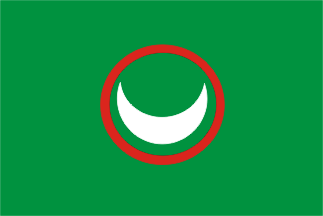
Flagge der Westsomalischen Befreiungsfront bis 1969

Die Westsomalische Befreiungsfront (somalisch Jabhadda Xoreynta Somali Galbeed; englisch Western Somali Liberation Front, abgekürzt WSLF) war eine von Somalia gegründete und unterstützte paramilitärische Organisation, die in den von ethnischen Somali bewohnten Gebieten Äthiopiens (Ogaden) einen bewaffneten Kampf für den Anschluss an ein Groß-Somalia führte. 
Die erste WSLF wurde bald nach der Unabhängigkeit Somalias 1960 gegründet und 1969 von Siad Barre aufgelöst. Eine zweite WSLF wurde 1975 gegründet, hat im Ogadenkrieg 1977/78 mitgekämpft und war bis 1983 aktiv.

## WSLF 1960–1969

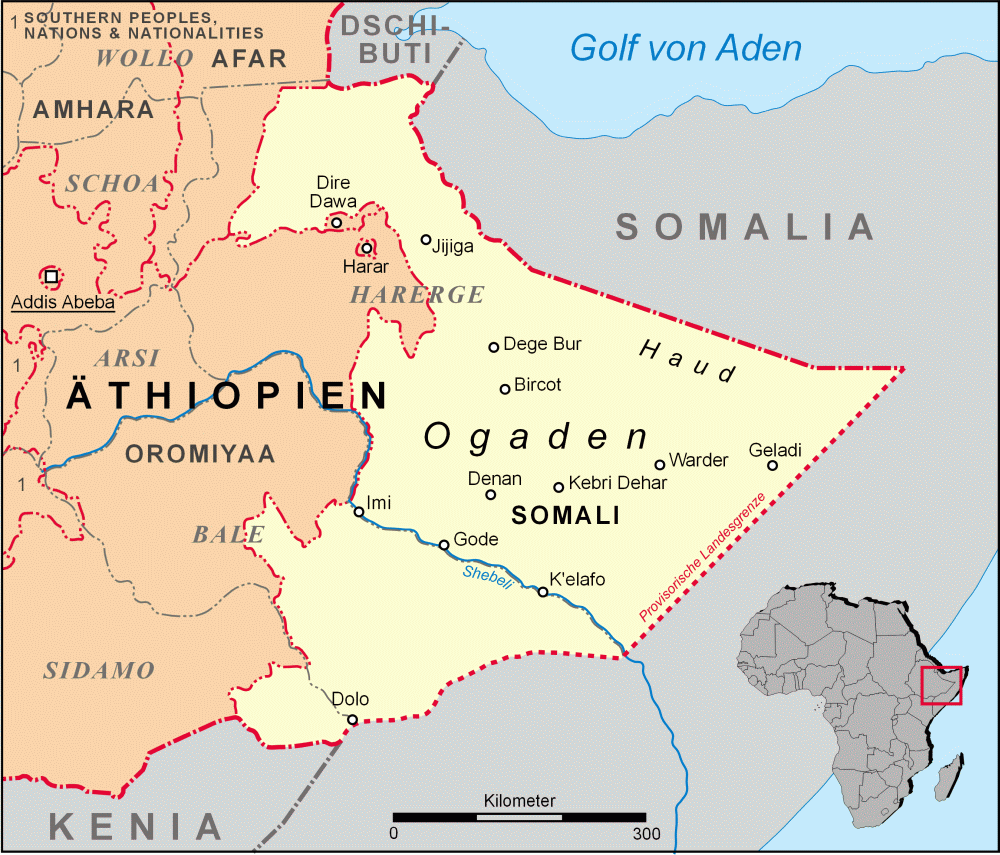
Karte Ogadens bzw. der heutigen Somali-Region; die früheren Provinzen in Grau

Somalia, das 1960 aus der Vereinigung von Britisch-Somaliland und Italienisch-Somaliland entstand, erhob Anspruch auf den von Somali bewohnten Ostteil von Äthiopien (sowie auf Französisch-Somaliland/Dschibuti und den Nordosten von Kenia), um diese Gebiete in ein Groß-Somalia einzugliedern. Die Westsomalische Befreiungsfront wurde gegründet, um den Anspruch gegenüber Äthiopien durchzusetzen bzw. um aus Sicht der somalischen Regierung „West-Somalia“ zu befreien. 1963/64 war die WSLF an einer Revolte im Tiefland der Provinzen Harerge und Bale beteiligt und umfasste zeitweise bis zu 3.000 Kämpfer, wurde aber nie zur wirklichen Bedrohung für Äthiopien. Die Revolte konnte rasch niedergeschlagen werden, anschließend kam es zu Repressionen gegen die Bevölkerung. 1967 wurden weitere Militäroperationen gegen WSLF-Kämpfer in Bale durchgeführt, die sich mit den Oromo-Rebellen im Hochland (Bale-Revolte) koordinierten. 1969 löste Siad Barre, der durch einen Militärputsch die Macht erlangte, die WSLF formal auf, ohne jedoch den Gebietsanspruch aufzugeben.

## WSLF ab 1975
Als Äthiopien nach der Revolution von 1974 (Sturz von Haile Selassie und Machtübernahme des kommunistischen Derg) durch Machtkämpfe und Rebellionen in mehreren Landesteilen geschwächt war, gründete Siad Barre 1975 eine neue WSLF. Er traf entsprechende Vereinbarungen mit Ältesten vom Ogadeni-Darod-Clan, die im Gegenzug für die Befreiung von der äthiopischen Herrschaft die politische Loyalität ihres Clans zusicherten. (Die Ogadeni waren Teil der „MOD-Allianz“ von Marehan-, Ogadeni- und Dhulbahante-Darod, die das Regime Siad Barres stützte.) Die WSLF war formell eine eigenständige Organisation, organisatorisch und logistisch jedoch weitgehend vom somalischen Staat abhängig, von dem sie ausgebildet, aufgerüstet und organisiert wurde. Neben der WSLF gründete Barre die Somali-Abo-Befreiungsfront (SALF), die vor allem muslimische Oromo für den Kampf um ein Groß-Somalia mobilisieren sollte.
Auf einem Treffen ihres Zentralkomitees in Mogadischu erhob die WSLF 1977 Anspruch auf das Gebiet östlich einer Linie von Moyale über den Fluss Awasch bis zur dschibutischen Grenze, was etwa einem Drittel der Fläche Äthiopiens entsprach.
Es gab auch Pläne, die französische Kolonie Dschibuti (bzw. das Französische Afar- und Issa-Territorium) durch die Issa-Division der WSLF erobern zu lassen, dieses Vorhaben wurde jedoch im weiteren Verlauf nicht umgesetzt.

### Ogadenkrieg

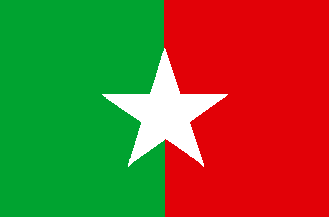
Flagge der Westsomalischen Befreiungsfront ab 1976

Anfang 1976 begannen WSLF-Kämpfer aus Somalia in äthiopisches Gebiet einzudringen, wo sie Regierungsbüros zerstörten und gezielt die spärlich gestreuten Polizei- und Verwaltungsposten angriffen, um die Polizisten und Beamten zur Flucht in die Garnisonsstädte zu treiben. Die lokale Somali-Bevölkerung stand der WSLF mehrheitlich positiv gegenüber. Anfang 1977 hatten die WSLF und SALF weite ländliche Gebiete in Harerge, Bale und Sidamo der Kontrolle Äthiopiens entzogen. In der ersten Jahreshälfte 1977 begann Somalia zusätzlich Soldaten der regulären Armee an der Seite der WSLF nach Äthiopien zu schicken. Die Soldaten wurden zunächst als WSLF-Kämpfer getarnt. Im Juni desselben Jahres ging diese verdeckte Invasion zum offenen Krieg über, womit der eigentliche Ogadenkrieg begann. Die WSLF und die somalische Armee konnten das Tiefland im Süden und Osten rasch erobern, scheiterten aber im Norden mit den Versuchen, Dire Dawa und Harar zu erobern. Anfang 1978 konnte Äthiopien schließlich mit massiver Unterstützung vor allem von der Sowjetunion und Kuba die Oberhand gewinnen.

### Untergrundaktivität

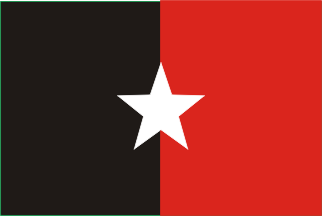
Flagge der Westsomalischen Befreiungsfront ab 1982

Nach dem Abzug seiner regulären Truppen unterstützte Somalia weiterhin die WSLF. 1979 kontrollierte diese wieder den größten Teil der ländlichen Somali-Gebiete Äthiopiens. 1979/80 begann eine Armeeoffensive gegen die WSLF – und zugleich gegen die Oromo-Befreiungsfront –, wobei auch die Lebensgrundlagen der Bevölkerung (Wasserstellen und Viehherden) zu Angriffszielen wurden, um die Unterstützungsbasis der Rebellen zu zerstören. Für die Bevölkerung Ogadens hatte diese Phase des Konfliktes schwerwiegendere Folgen als der eigentliche Ogadenkrieg, Hunderttausende strömten als Flüchtlinge nach Somalia.
Im Gegenzug für die somalische Unterstützung der WSLF förderte Äthiopien Bewegungen gegen Siad Barre wie die Somalische Demokratische Erlösungsfront (SSDF) und die Somalische Nationale Bewegung (SNM). Die SNM wurde im Grenzgebiet zwischen Nordsomalia und Äthiopien auch gegen die WSLF eingesetzt, während die SSDF solche Einsätze verweigerte. Siad Barre nutzte seinerseits die WSLF auch innenpolitisch gegen seine Gegner, und die WSLF war an Menschenrechtsverletzungen an den Isaaq – die die SNM unterstützten – beteiligt. Ogaden-Flüchtlinge wurden zwischen 1978 und 1983 zwangsweise für die WSLF rekrutiert, danach direkt für die somalische Armee. Indem die SNM schließlich die WSLF von ihren Basen in Nordsomalia abschnitt, trug sie wesentlich zu ihrem Niedergang bei. 1982 war die WSLF weitgehend ausgeschaltet, aber noch 1983 gab es vereinzelte Angriffe, darunter die Stürmung des Gefängnisses von Jijiga im August.
Eine Division der WSLF wurde als Issa and Gurgura Liberation Front bei den Issa und Gurgura weiterhin von Somalia unterstützt. Sie verbündete sich mit der EPRDF und kämpfte gegen die SNM.
1984 wurde die Ogaden National Liberation Front (ONLF) als Splittergruppe aus der WSLF gegründet, die sich von Siad Barre distanzierte. Im Gegensatz zur WSLF strebt die ONLF nicht den Anschluss an Somalia, sondern eher eine Unabhängigkeit der äthiopischen Somali an. Sie ist bis heute (2010) aktiv.